# Liparetrus fumosus
Liparetrus fumosus är en skalbaggsart som beskrevs av Britton 1980. Liparetrus fumosus ingår i släktet Liparetrus och familjen Melolonthidae. Inga underarter finns listade i Catalogue of Life.